# Carancho
Carancho è un film del 2010 diretto da Pablo Trapero, interpretato da Ricardo Darín e Martina Gusmán.
È stato presentato nella sezione Un Certain Regard del 63º Festival di Cannes.

## Riconoscimenti
Il film ha vinto il Leone nero al miglior film al Courmayeur Noir in festival 2010.